# 东成镇 (新兴县)
东成镇，是中华人民共和国广东省云浮市新兴县下辖的一个乡镇级行政单位。

## 行政区划
东成镇下辖以下地区：
古院社区、东瑶村、云河村、布填村、都斛村、扶桂村、楠村、礼村、都村、森村、思本村、布午村、云敏村、三村、碧塘村和布乾村。